# اکیزا، بنین
اکیزا، بنین (به لاتین: Akiza, Benin) یک منطقهٔ مسکونی در بنین است که در استان زو واقع شده‌است.

## خصوصیات
اکیزا ۸٬۴۷۷ نفر جمعیت دارد.